# Freycinetia multiflora
Freycinetia multiflora är en enhjärtbladig växtart som beskrevs av Elmer Drew Merrill. Freycinetia multiflora ingår i släktet Freycinetia och familjen Pandanaceae. Inga underarter finns listade.

## Bildgalleri

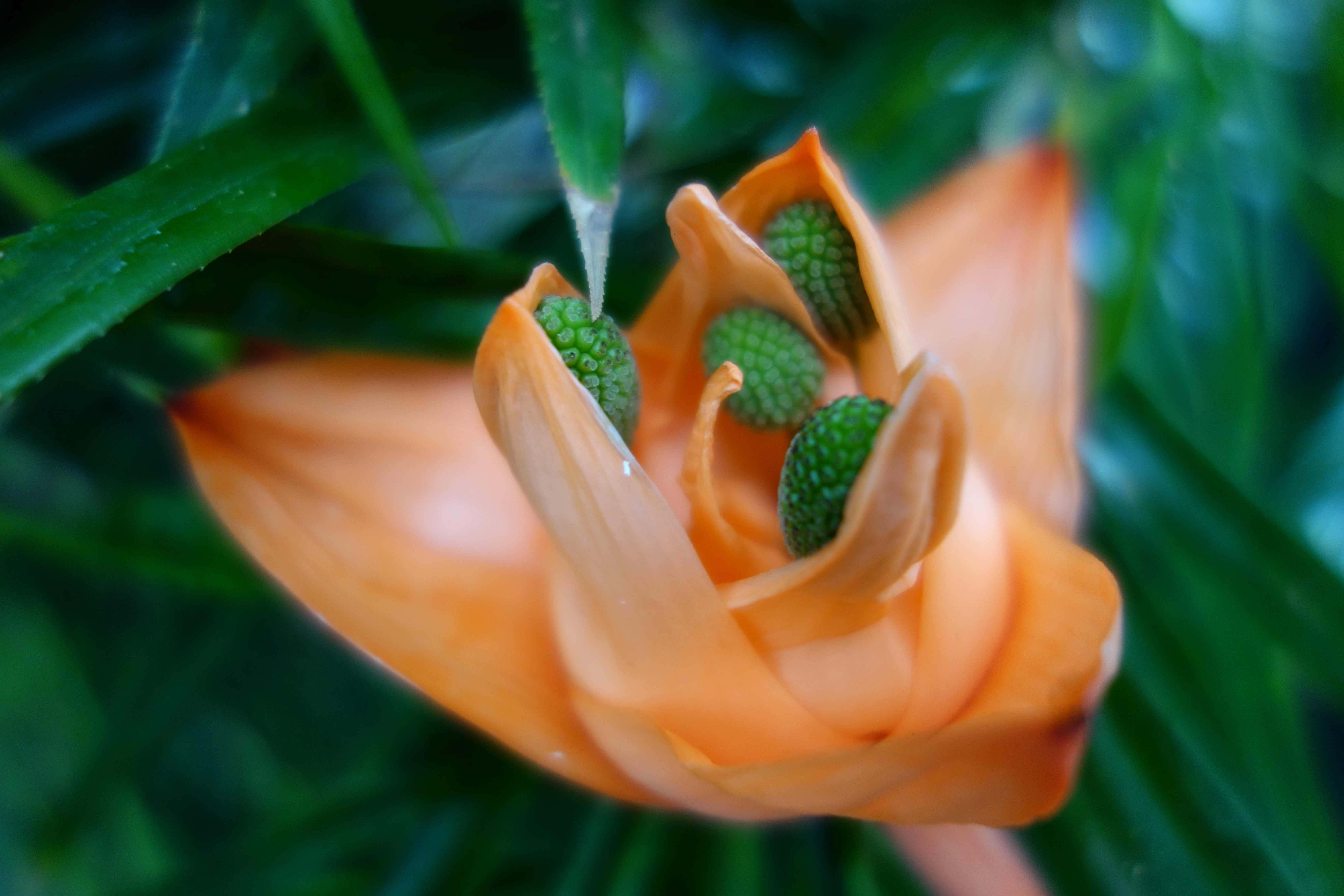
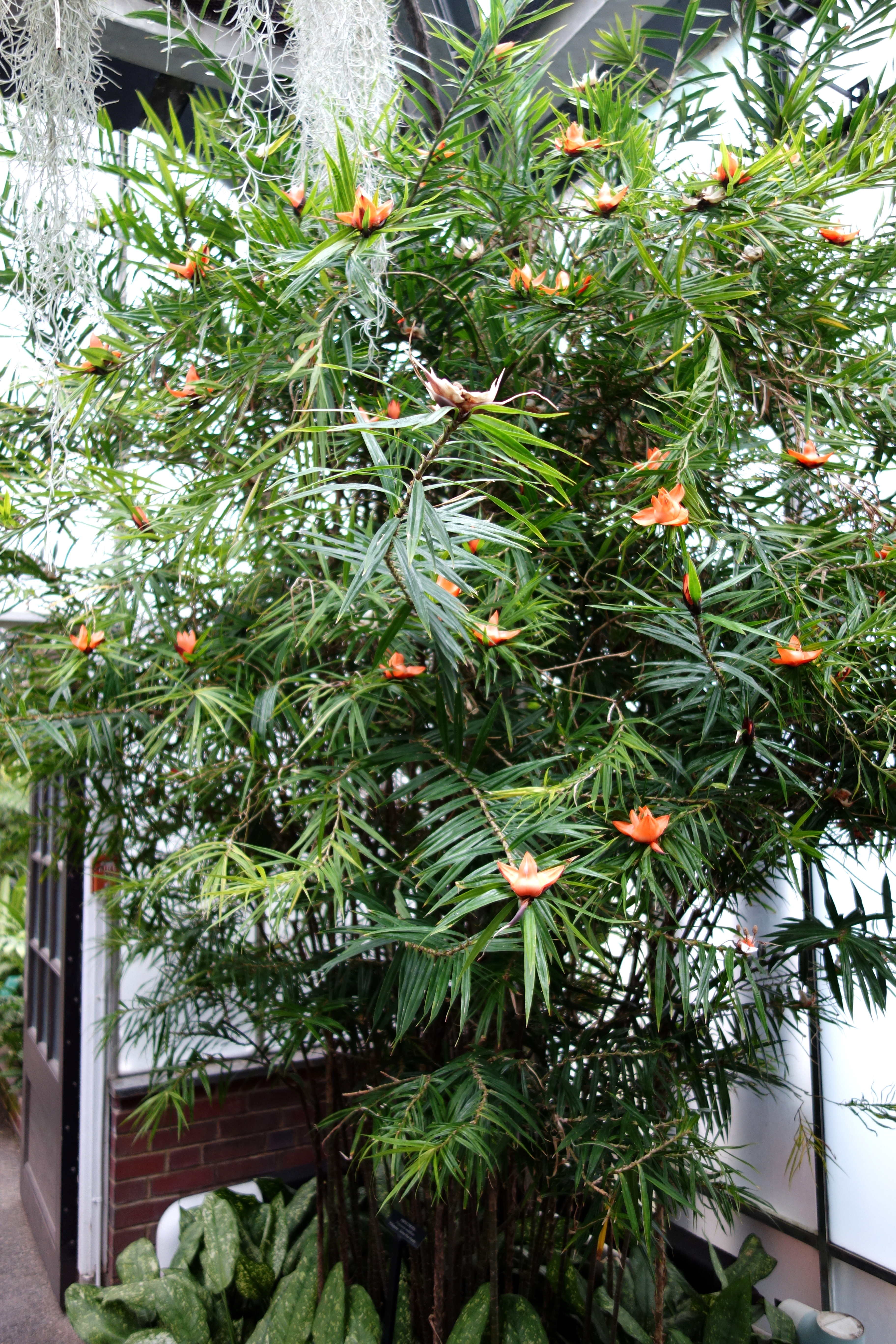
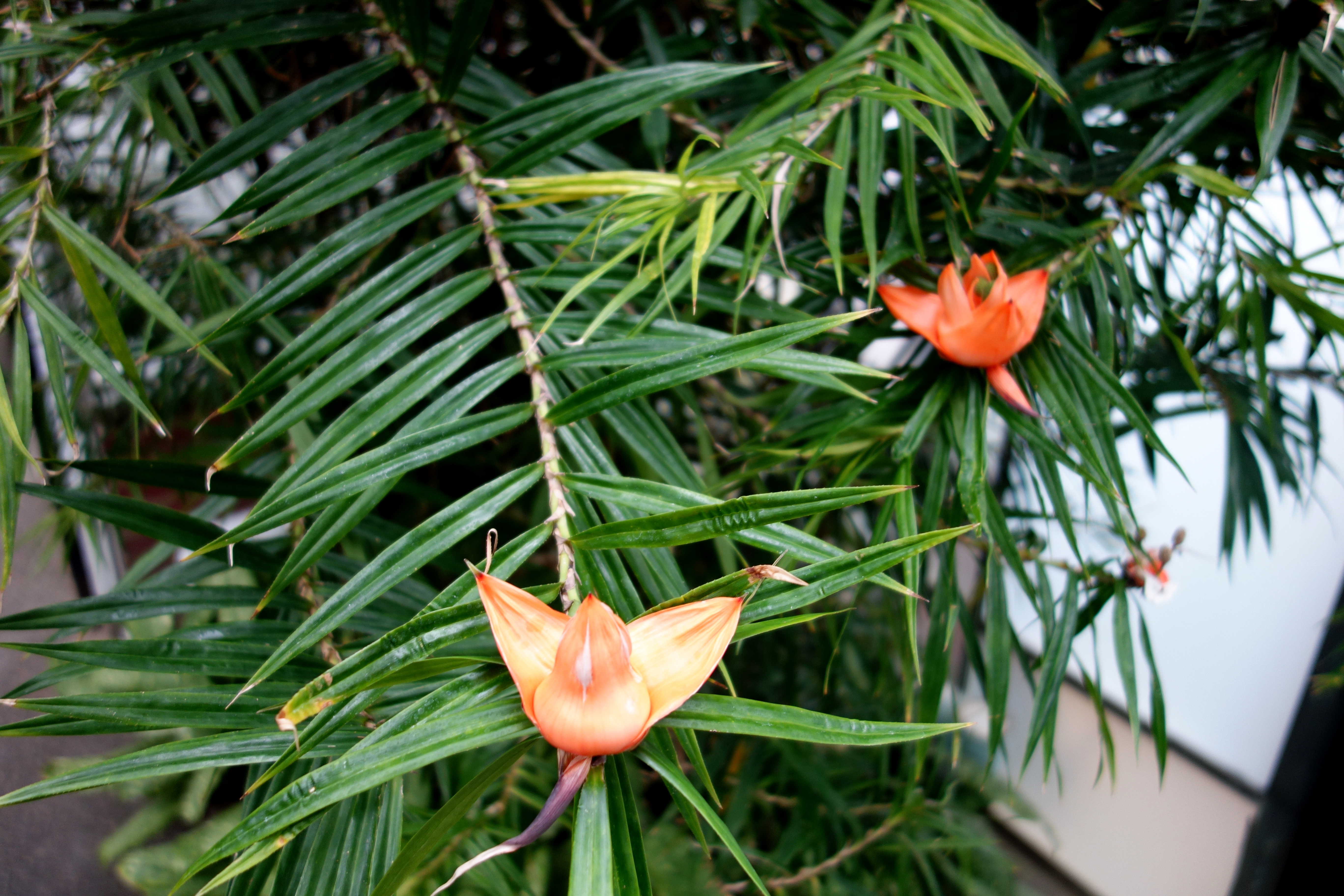